# Concepción de La Vega
La Vega, ook Concepción de La Vega is een stad en gemeente in de Dominicaanse Republiek, gesticht door Christoffel Columbus in 1495, en werd de hoofdstad van de gelijknamige provincie "de vlakte van de Koning". De provinciehoofdstad La Vega heeft ongeveer 255.000 inwoners.

## Geschiedenis
Het begon met de bouw van het kleine fort Santo Tomas op 17 maart 1494.
In 1495, na de slag om Santo Tomas, stichtte Christoffel Columbus daar een nieuwe gemeenschap die Concepción de la Vega werd genoemd.
In 1508 werd er veel goud gedolven en groeide de stad verder uit. Het was in 1510 een van de grootste en belangrijkste steden van west Indië en Europa. De stad werd in 1562 verwoest door een aardbeving. Het werd verplaatst naar de huidige locatie van de stad La Vega. Men noemt het nu ook nog La Vega Real en Concepción de la Vega, hoewel dit feitelijk onjuist is.

## Vervolg
De oude verwoeste stad veranderde voornamelijk in landbouwgebied en werd als zodanig gebruikt. in 1975 had de overheid het voornemen om het gebied te beschermen, waarna in 1976 een deel van de originele stad door het Dominicaanse gouvernement werd gekocht. Hierdoor is het nu het National Park of Concepción de la Vega. Er zijn nog delen in particulier bezit, waar de overheid nog geen toestemming heeft voor onderzoek. Men verwacht daar nog wel resten van de geschiedenis te vinden.

## Bestuurlijke indeling
De gemeente bestaat uit vier gemeentedistricten (distrito municipal):
El Ranchito, La Vega, Río Verde Arriba en Tavera.

## Geboren
- Juan Bosch (1909-2001), president van de Dominicaanse Republiek
- Silvestre Antonio Guzmán Fernández (1911-1982), president van de Dominicaanse Republiek